# Южно-Уральский государственный институт искусств имени П. И. Чайковского
Южно-Уральский государственный институт искусств имени П. И. Чайковского — высшее учебное заведение, основанное 15 ноября 1935 года, осуществляющее подготовку и переподготовку музыкантов, актёров, живописцев, хореографов, музыковедов и библиотекарей в системе Министерства культуры Российской Федерации.

## Основная история
15 ноября 1935 года Постановлением ВЦИК СССР в городе Челябинске был создан Челябинский музыкальный техникум. В техникуме было создано три отделения: вокальное, оркестровое и фортепианное, в которые и был осуществлён первый набор учащихся в количестве двадцати пяти человек, в основном из рабочей самодеятельности — они учились играть на фортепиано, скрипке, альте, трубе, кларнете, баяне, овладевали сольным пением. В 1939 году музыкальный техникум был переименован в Челябинское музыкальное училище № 1, помимо трёх существующих отделений были созданы ещё два: музыкально-педагогическое и дирижёрско-хоровое .
В 1946 году в училище было создано отделение русских народных инструментов и был создан оркестр русских народных инструментов. С 1947 года Челябинское музыкальное училище стало средним профессиональным учебным заведением, основным направление деятельности, стала подготовка училища для таких музыкальных специальностей как: теоретики музыки, вокалисты, пианисты, дирижёры-хоровики, духовики, народники и струнники. В 1951 и в 1960 годах в училище было открыто ещё два отделения: теоретическое и заочное. В 1967 году на базе отделения педагогической практики в структуре училища была создана школа практики а в 1972 году был организован методический кабинет для педагогического состава училища. В 1975 году под руководством Н. Ю. Орлова в училище было создано театральное отделение.
21 декабря 1994 года Постановлением Правительства Российской Федерации на базе художественного училища был создан Челябинский музыкально-педагогический колледж имени П. И. Чайковского. 30 июня 1997 года колледж был переименован в Челябинское высшее музыкальное училище имени П. И. Чайковского. 18 апреля 2002 года высшее музыкальное училище было преобразовано в Челябинский институт музыки имени П. И. Чайковского, в структуре института была создана аспирантура.
27 октября 2010 года Постановлением Правительства Российской Федерации на базе трёх учебных заведений: Челябинского института музыки имени П. И. Чайковского, Челябинского колледжа культуры и искусства и Челябинского художественного училища было создано образовательное учреждение высшего профессионального образования — Южно-Уральский государственный институт искусств имени П. И. Чайковского. В основной учебной структуре было создано четыре факультета: музыкального и изобразительного искусства, социокультурной деятельности и хореографический факультет, три обще институтские кафедры: иностранных языков, физической культуры и безопасности жизнедеятельности и социально-гуманитарных и психолого-педагогических дисциплин. В институте функционируют четыре школы искусств: Специальная детская школа искусств состоящая из трёх отделений, Музыкальный колледж состоящий из одиннадцати отделений: вокальное, фортепиано, теоретическое отделение, эстрадного пения, народных и струнных инструментов, хорового дирижирования, духовых и ударных инструментов, инструментов эстрадного оркестра, сольного и хорового народного пения и специального фортепиано и камерно-концертмейстерского искусства, Художественное училище состоящее из четырёх отделений: декоративно-прикладного искусства и народных промыслов, скульптуры, дизайна и живописи, Колледж культуры состоящий из четырёх отделений: этно-художественного творчества, организации культурно-досуговой деятельности, актерского искусства и театрального творчества и библиотековедения.

## Структура

### Кафедры
- Кафедра иностранных языков
- Кафедра физической культуры и безопасности жизнедеятельности
- Кафедра социально-гуманитарных и психолого-педагогических дисциплин

### Факультеты
- Факультет музыкального искусства
  - Кафедра фортепиано
  - Кафедра сольного пения
  - Кафедра народного пения
  - Кафедра хорового дирижирования
  - Кафедра оркестровых народных инструментов
  - Кафедра оркестровых струнных инструментов
  - Кафедра истории, теории музыки и композиции
  - Кафедра оркестровых духовых и ударных инструментов
  - Кафедра специального фортепиано и камерно-концертмейстерского искусства
- Факультет изобразительного искусства
  - Кафедра живописи
  - Кафедра дизайна
  - Кафедра прикладных искусств
- Факультет социокультурной деятельности
  - Кафедра народной художественной культуры
- Хореографический факультет
  - Кафедра хореографического искусства

## Руководство
- 1935—1947 — Д. Ф. Голосов
- 1947—1964 — Г. М. Каверин
- 1965—1987 — заслуженный работник культуры РСФСР Б. М. Белицкий
- 1987—2010 — к.п.н., профессор, заслуженный работник культуры РФ В. П. Оснач
- 2010—2015 — д.п.н., профессор Костенок П. И.
- с 2015 — д.п.н., профессор Е. Р. Сизова